# Шведицький Яків
О. Яків Шведицький (1806, смт. Розділ, нині Миколаївського р-ну Львівської обл. — 20 лютого 1886, Львів) — греко-католицький священник, релігійний, громадсько-політичний діяч, москвофіл. Небіж митрополита Григорія Яхимовича.
Вдома розмовляв польською, мав три дочки, які вийшли заміж за поляків. Одна з них, дружина директора реальної школи Герстмана, не знала «Отче наш» руською (українською) мовою.

## Життєпис

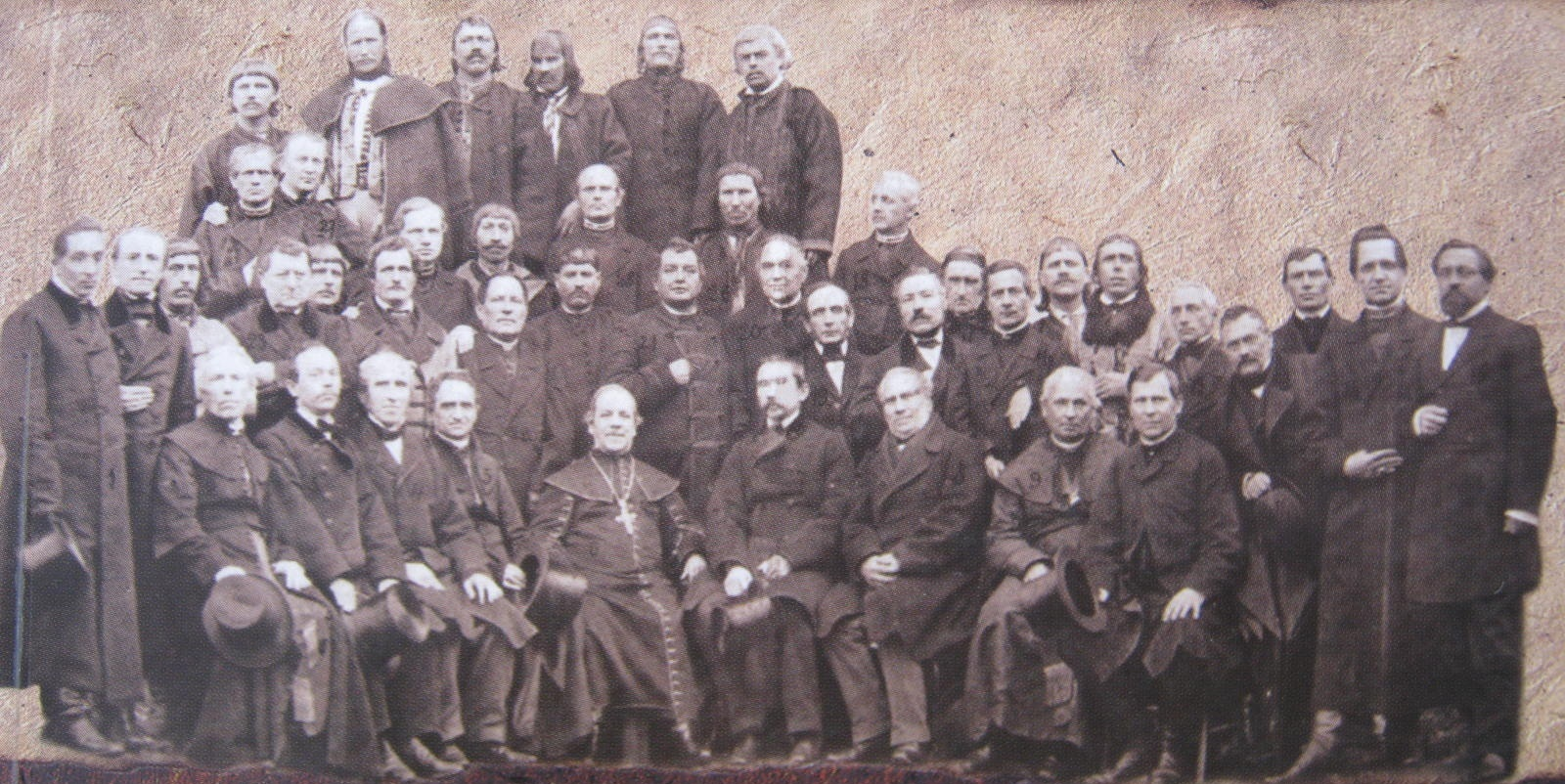
Посли Галицького сейму. 1-й р. А. Петрушевич, Я. Кульчицький, А. Яновський, М. Куземський, С. Л-ч, Ю. Лаврівський, М. Качковський, М. Малиновський, А. Юзичинський. 2-й. Я. Шведицький, Ю. Негребецький, М. Демків, Г. Гинилевич, О. Королюк, ?, В. Фортуна, С. Дволінський або І. Загоройко, А. Могильницький, Л. Полевий, І. Борисикевич, А. Стоцький?, Л. Трещаківський, І. Гушалевич, М. Грицак, С. Трохановський, Й. Лозинський, А. Павенцький, А. Добрянський, Т. Павликів, Т. Білоус. 3-й. С. Качала, І. Н., М. Курилович, О. Кравців, І. Дзерович, М. Ковбасюк, М. Устиянович. 4-й. Г. Процак, Я. Лапичак, К. Лепкалюк, М. Старух, М. Лавринович, І. Карпинець

Народився у 1816 році в смт. Роздолі, нині Миколаївський район Львівської області, Україна. Батько його був парохом у Роздолі, а мати — сестрою митрополита Григорія Яхимовича.
Закінчив Львівську духовну семінарію. Висвятившись у 1840 році, став помічником пароха (свого батька) в Роздолі. Недовго пробувши помічником, 1844 року став парохом в Миколаєві, деканом і наглядачем школи в деканаті Роздолу. У 1852 році перейшов на парафію церкви святої Параскеви П'ятницької у Львові, водночас йому доручили деканат і нагляд над школами. Він зробив лад[який?] на подвір'ї й в церкві. З 1864 року крилошанин.
Прибувши до Львова, Яків Шведицький активно зайнявся упорядкуванням справ, що стосувалися його тоді занедбаної парафії. Узаконив права на землі, що повинні були належати церковній парафії. За митрополитів Яхимовича і Литвиновича Шведицький був комісаром і значно підніс доходи митрополії. Також мит. Литвинович віддав йому усі свої архієрейські приналежності й знаряддя митрополії й колегії.
Мав важку боротьбу з плебаном костелу св. Мартина, який напосів на те, щоб перетягти русинських (українських) парафіян до костелу. О. Яків завжди допомагав своїм парафіянам у скруті, убогим надавав щедру милостиню.
У 1861 р. Шведицький вперше був обраний послом до Галицького сейму від IV курії округу Львів — Щирець — Винники, обрання не визнано сеймом, повторно обраний 1863 року, входив до складу «Руського клубу». У 1864 році цісар нагородив його орденом Золотим Хрестом Заслуги з Короною. 1873 року судові повіти Львів — Винники — Щирець — Янів — Городок — Яворів — Краковець обрали Шведицького послом державної ради у Відні від 17 сільського округу.
Діяч Головної Руської ради, учасник Собору Руських вчених 1848 року. Член Народного Дому, спільноти ім. Качковського, член-засновник Галицько-руської матиці, очільник Руської ради.
Під час парламентських виборів 1885 р. члени Руської Ради утворили з народовцями спільний Центральний передвиборчий комітет у Львові, що займався агітаційно-пропагандистською діяльністю. Очолював комітет голова РР Я. Шведицький.
В останні роки життя при на акціях так званих «спільних» комітетів, Шведицький мав лояльні погляди. На зібранні останнього «спільного» комітету, побачивши, що половина членів його партії виїхала до Петербурга на демонстрацію, ломив руки зі словами: «Як же то нам пошкодить, пошкодить, пошкодить».